# Polder Groenendijk
Het waterschap Polder Groenendijk was een waterschap in de gemeenten Alphen aan den Rijn (voorheen Benthuizen en Rijnwoude (Hazerswoude)) en Zoeterwoude in de Nederlandse provincie Zuid-Holland.
Het waterschap was in 1971 ontstaan na de samenvoeging van de volgende waterschappen en polders:
- De Bent- en Delf of Generale Polder
- De Oude Groenendijkse- en Barrepolder
- De polder Nieuw Groenendijk

Het waterschap was verantwoordelijk voor de waterhuishouding in de polder.